# Erben Wennemars
Erben Wennemars (n. 1 noiembrie 1975, Dalfsen, Overijssel, Țările de Jos) este un prezentator de televiziune ce a reprezentat Țările de Jos, medaliat olimpic. A participat la 3 ediții ale Jocurilor Olimpice (1998, 2002, 2006) în care a câștigat două medalii de bronz.